# Donkey Kong
Donkey Kong (яп. ドンキーコング донки:конгу) — компьютерная игра в жанре платформера, разработанная и выпущенная компанией Nintendo в 1981 году для аркадных автоматов. Позже игра была портирована на многие игровые приставки и домашние компьютеры. Игрок управляет Прыгуном (англ. Jumpman), который бежит и прыгает по платформам, поднимается по лестницам, чтобы спасти Полину от гигантской гориллы по имени Донки Конг. Это первая игра в серии Donkey Kong, а также первое появление Марио в видеоигре.
Игра Donkey Kong была разработана компанией Nintendo в попытке создать успешный проект, который мог бы соперничать с Pac-Man 1980 года и помочь компании преуспеть на североамериканском рынке. Президент Nintendo того времени, Хироси Ямаути, поручил разработку проекта начинающему геймдизайнеру, Сигэру Миямото. Вдохновляясь различными произведениями, как «Красавица и Чудовище», а также персонажами американских классических фильмов 1930-х годов, такими как моряк Попай и Кинг-Конг, Миямото разработал сценарий и дизайн игры вместе с главным инженером Гумпэем Ёкои. Они открыли новый путь в разработке игр, используя графику для придания игре характера, включая анимационные сцены для развития сюжета игры, а также многоуровневый игровой процесс.
Несмотря на то, что американские сотрудники Nintendo поначалу отнеслись к игре с опасением, Donkey Kong достигла как критического, так и коммерческого успеха в Северной Америке и Японии, где стала самой прибыльной игрой 1981 и 1982 годов. Игра была портирована на Game & Watch и разошлась тиражом в 8 миллионов экземпляров, в то время как Nintendo лицензировала игру для компании Coleco, разработчика аркадных портов для домашних консолей, которая продала 6 миллионов картриджей. Всего по всему миру было продано более 15 миллионов копий. Другие компании создавали клоны игры, избегая выплаты роялти. Персонажи Миямото стали массово рекламироваться во множестве продуктов, включая хлопья для завтрака, игрушки и мультипликационные сериалы. Кинокомпания Universal Studios подала иск, утверждая, что Donkey Kong нарушает их товарный знак Кинг-Конга, но в итоге проиграла дело.
Успех Donkey Kong обеспечил компании Nintendo доминирование на рынке с 1981 по конец 1990-х годов. В игре впервые появился Марио, который стал талисманом Nintendo и одним из самых узнаваемых персонажей в мире. Donkey Kong задала стандарты жанра платформеров ещё до появления этого термина и стала одной из важнейших игр золотого века компьютерных аркадных игр, а также одной из самых популярных аркадных игр всех времён.

## Игровой процесс

Первый уровень. Кадр из аркадной версии игры

После игры Space Panic 1980 года, Donkey Kong является одним из ранних представителей жанра платформера, даже до того, как этот термин появился. В американской прессе для игр с платформами и лестницами использовался термин «скалолазная игра» (англ. climbing game). Будучи первым платформером, в котором присутствовали прыжки, Donkey Kong вынуждает игрока прыгать между пропастями и через препятствия или приближающихся врагов, задавая шаблон для будущего жанра. Имея четыре уникальных уровня, Donkey Kong была самой комплексной аркадной игрой того времени и одной из первых аркадных игр с многоуровневым игровым процессом, следуя за такими играми, как Phoenix, Gorf и Scramble.
В дополнение к цели добраться до Полины и спасти её, преодолевая путь, полный препятствий, у игрока есть счётчик очков. Очки начисляются за следующие действия: прыжки через препятствия; разрушение объектов с помощью бонусного молотка, дающего неуязвимость; сбор предметов, таких как зонтики, шляпы и сумочки; удаление заклёпок с платформ; и прохождение каждого уровня в соответствии с постепенно уменьшающимся бонусным счётчиком. Игрок начинает игру с тремя жизнями, дополнительная жизнь даётся за 7000 очков. Жизнь теряется, когда Марио касается любого вражеского объекта или Донки Конга, падает с большой высоты, а также если позволяет бонусному счётчику достичь нуля. Когда все жизни потеряны, игрок терпит поражение.
Игра имеет бесконечное количество игровых циклов, которые разделены на 4 разных уровня. Каждый из четырёх уровней представляет 25 метров сооружения, на которое забрался Донки Конг: 25, 50, 75 и 100 метров. Первый уровень включает в себя восхождение Марио по строительной площадке из кривых балок и лестниц, при этом он должен перепрыгивать или разбивать молотком бочки, которые бросает Донки Конг. На втором уровне под названием «Цементный завод» нужно забраться по пятиэтажной конструкции из конвейерных лент, по которым движутся цементные лотки. Третий уровень включает в себя поездки игрока на лифтах, уворачиваясь от прыгающих пружин. На финальном четвёртом уровне Марио должен выбить восемь заклёпок с платформ, на которых стоит Донки Конг, в результате чего Донки Конг падает, и герой воссоединяется с Полиной.
После каждого игрового цикла уровни повторяются с возрастающей сложностью. Например, Донки Конг начинает бросать бочки быстрее и иногда по диагонали, а скорость огненных шаров увеличивается. Сложность уровней достигает пика на 5 цикле и далее не меняется. 22 цикл неофициально называется как «экран смерти» (англ. kill screen), так как из-за программной ошибки Марио погибает через несколько секунд, что делает невозможным прохождение уровней и фактически завершает игру. Порядок уровней в американской версии отличается от оригинальной японской (если уровень на экране отличается от реального, он указывается в скобках):
| Цикл | Уровни (американская версия)                                       | Уровни (японская версия) |
| ---- | ------------------------------------------------------------------ | ------------------------ |
| 1    | 25 м, 100 м (50 м)                                                 | 25 м, 50 м, 75 м, 100 м  |
| 2    | 25 м, 75 м (50 м), 100 м (75 м)                                    | 25 м, 50 м, 75 м, 100 м  |
| 3    | 25 м, 50 м, 75 м, 100 м                                            | 25 м, 50 м, 75 м, 100 м  |
| 4    | 25 м, 50 м, 25 м (75 м), 75 м (100 м), 100 м (125 м)               | 25 м, 50 м, 75 м, 100 м  |
| 5-21 | 25 м, 50 м, 25 м (75 м), 75 м (100 м), 25 м (125 м), 100 м (150 м) | 25 м, 50 м, 75 м, 100 м  |

### Рекорды и достижения

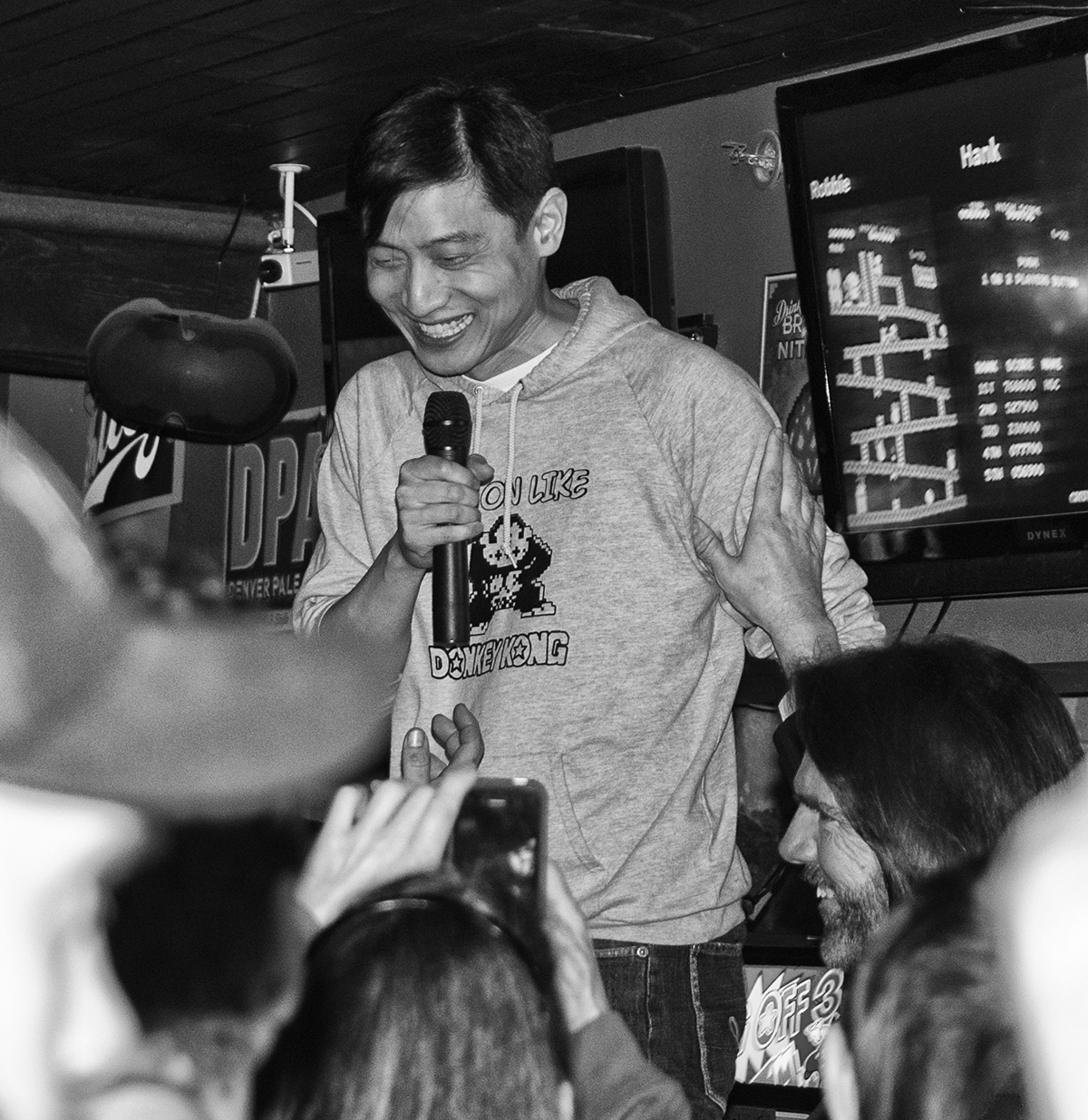
на ежегодном турнире Kong Off 3 в Денвере, штат Колорадо, в ноябре 2013 года

Документальный фильм 2007 года «Король Конга» показывает попытки Стива Вибе побить мировой рекорд по количеству набранных очков в Donkey Kong, который в то время, как считалось, принадлежал Билли Митчеллу. В начале 2010-х годов Хэнк Чиен установил рекорд в 1 138 600 очков. Четыре года спустя его превзошёл Робби Лейкман. 11 января 2021 года рекорд Лейкмана был побит Джоном Маккерди со счётом 1 272 700 очков. Лейкман вернул себе титул мирового рекордсмена всего через пять месяцев 8 июня того же года, набрав на 100 очков больше, чем Маккерди.
В 2018 году организация Twin Galaxies лишила Митчелла его рекордов и запретила ему выставлять новые результаты после того, как пришла к выводу, что Митчелл использовал эмуляторы для своих достижений. Twin Galaxies запрещает использовать эмуляторы, поскольку они позволяют безнаказанно жульничать. Однако в 2020 году Книга рекордов Гиннесса отменила своё решение и восстановила предыдущие мировые рекорды Билли Митчелла на основании новых доказательств.
Помимо наивысшего счёта, в Donkey Kong есть и другие категории мировых рекордов. Одна из самых популярных — «Без молотка» (англ. No Hammer Challenge), где игроки пытаются набрать наибольшее количество очков без использования молотка. Действующий мировой рекорд в этой категории был установлен Джеффом Вульфом 8 июля 2013 года со счётом 735 100 очков. Среди других категорий — наибольшее количество очков на разных уровнях и наименьшее количество очков.

## Сюжет

На последнем уровне Марио и воссоединяются.

Donkey Kong считается одной из первых видеоигр, в которых сюжетная линия визуально разворачивается на экране. Действие происходит на строительной площадке в Нью-Йорке, где одноимённый персонаж Донки Конг выступает в роли главного злодея. Главным героем является плотник, который изначально в японской аркадной версии не имел имени, позже получил имя Прыгун (англ. Jumpman), а затем Марио. Донки Конг похищает подругу Марио, которую сначала звали Леди, а потом переименовали в Полину. Игрок должен взять на себя роль Марио и спасти её. Это считается первым использованием в видеоиграх сюжетного хода «дева в беде», которое задало шаблон для бесчисленных видеоигр, вышедших позже.
В игре используются графика и анимация для создания персонажей. Например, Донки Конг ухмыляется, когда Марио погибает. У Полины есть розовое платье и длинные волосы, а речевое облако гласит «ПОМОГИТЕ!». Марио, изображённый в красном комбинезоне и кепке, является персонажем-обывателем, распространённым типом персонажей в Японии. Графические ограничения и низкое разрешение небольших спрайтов обусловили его дизайн. Усы подразумевают наличие рта, кепка устраняет необходимость анимировать волосы, а цветной комбинезон выделяет движения рук. Художественное оформление аркадных автоматов и рекламных материалов делает эти мультипликационные образы ещё более наглядными. Например, Полина изображена взъерошенной, как Фэй Рэй из фильма «Кинг-Конг» 1930-х годов, в порванном платье и на высоких каблуках.
В Donkey Kong есть кат-сцены, как и в игре Pac-Man (1980), но новшеством является продвижение полноценного сюжета. Игра начинается с того, что горилла забирается по лестницам на вершину строительной площадки, её сопровождает вариация музыкальной темы из одноимённой франшизы Dragnet. Донки Конг сбрасывает Полину вниз и, топая ногами, искривляет стальные балки. Затем он перемещается на свою финальную позицию и ухмыляется. Звучит мелодия, и начинается уровень. Эта короткая анимация задаёт обстановку и добавляет контекст к игровому процессу — этого ещё не было в видеоиграх. В конце уровней между Марио и Полиной появляется сердце, но Донки Конг хватает девушку и забирается выше, из-за чего сердце разбивается. Повествование завершается, когда Марио проходит уровень с заклёпками. Он и Полина воссоединяются, и наступает небольшой перерыв.

## Разработка и выпуск

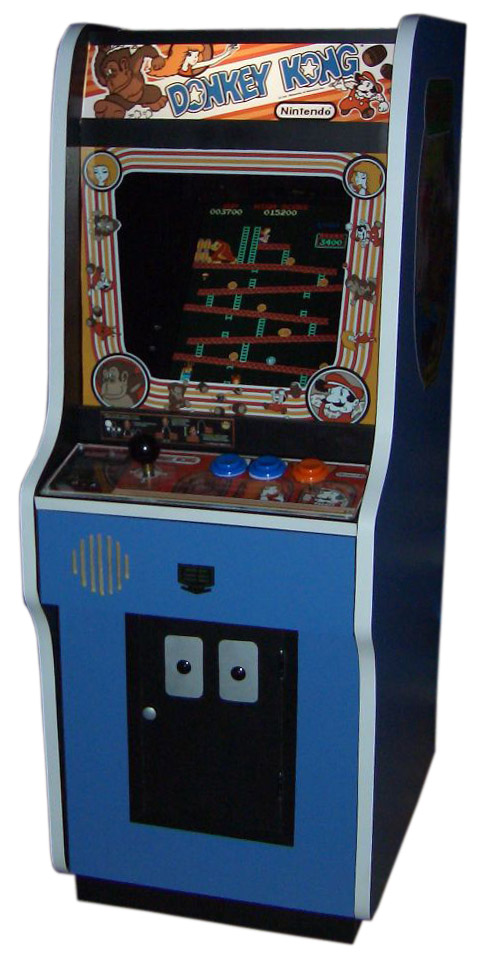
Аркадный автомат Donkey Kong

### Предыстория
Nintendo с 1889 года занималась производством игральных карт в Японии и, впоследствии, начала расширяться, выпуская различную продукцию. В 1970-х компания решила воспользоваться растущим рынком электронных игр. Этот шаг был сделан в основном благодаря Гумпэю Ёкои, который в то время возглавлял команду Research & Development 1 (R&D1). Позже, к 1980 году, Nintendo вышла на рынок игровых автоматов. Одна из первых аркадных игр Nintendo, Radar Scope, была очень популярна в Японии.
Чтобы закрепиться на растущем американском рынке аркадных игр, в апреле 1980 года была основана дочерняя компания Nintendo of America (NoA), которая с декабря начала поставлять аркадные автоматы и добилась небольшого успеха в импорте из Японии. В начале 1981 года её президент Минору Аракава сделал крупный заказ на 3000 автоматов игры Radar Scope. Однако плохой спрос на эту игру в Америке привёл к тому, что на складе скопилось около 2000 непроданных автоматов. Из-за этого провала NoA оказалась на грани финансового краха. Аракава попросил своего тестя и генерального директора Nintendo Хироси Ямаути прислать комплект для переоборудования автоматов с новым программным обеспечением. Ямаути опросил весь кадровый состав компании на предмет свежих идей для игр, чтобы спасти проблемный стартап. В результате Сигэру Миямото впервые проявил себя как ведущий геймдизайнер, предложив концепцию Donkey Kong. Главным инженером Ямаути назначил Гумпэя Ёкои с бюджетом в 267 000 долларов (эквивалентно 859 000 долларов в 2022 году) по словам Миямото.

### Персонажи и сюжет
Изначально главным героем новой игры должен был стать моряк Попай, однако попытки Nintendo получить лицензию у King Features Syndicate на создание игры с героями комиксов о моряке провалились. В конечном итоге компания решила воспользоваться возможностью создать новых персонажей, которых можно было бы использовать в маркетинге и дальнейших играх. Миямото придумал множество концепций персонажей и сюжета, но в итоге остановился на любовном треугольнике между гориллой, водопроводчиком с большим молотком и его подружкой, отражая соперничество Попая и Блуто за Олив Ойл. Блуто превратился в обезьяну, которую, по словам Миямото, сделали «не слишком злой или отталкивающей». Она должна была стать питомцем главного героя — «веселого беззаботного парня». В качестве источников вдохновения Миямото назвал сказку «Красавица и Чудовище» и фильм 1933 года «Кинг-Конг». Хотя комиксы о Попае сыграли большую роль в замысле, Donkey Kong ознаменовал первый случай, когда сюжет для видеоигры предшествовал программированию, а не просто добавлялся как дополнительная мысль. В следующем месяце Nintendo выпустила не связанную с этим игру для Game & Watch, а в 1982 году — игру Popeye для аркадных автоматов.

### Концепция игры

Концепт-арт первого уровня, нарисованный Миямото и датируемый 21 марта 1981 года

У Миямото были большие надежды на свой новый проект. Он не был программистом, поэтому консультировался с техническими специалистами по вопросу реализуемости концепции. Он хотел, чтобы персонажи были разных размеров и имели разные движения и реакции. Миямото также анализировал другие аркадные игры, чтобы определить, какие элементы обеспечивают увлекательность. Обсуждая идеи с Ёкои, они набросали концепции геймплея. Однако из-за слабого железа и трудностей в программировании многие задумки были опущены. Например, Ёкои предложил добавить в игру качели, чтобы забрасывать героя через весь экран, но в итоге это оказалось слишком трудно запрограммировать, и похожая концепция появилась только с выходом Popeye. Позже Миямото предложил использовать наклонные платформы в виде строительных лесов, бочки и лестницы, тогда как игровому персонажу нужно было пройти эту конструкцию.
Когда Миямото сказал, что игра будет многоуровневой, команда из четырёх программистов пожаловалась, что он, по сути, просит их реализовать игру многократно. Тем не менее, они следовали дизайну Миямото, создав в общей сложности около 20 килобайт контента. За звуковые эффекты в игре отвечал композитор отдела R&D1 Хирокадзу Танака, а Юкио Канеока написал саундтрек, который служил фоновой музыкой для уровней и сюжетных моментов. В мае 2013 года Миямото заявил, что именно он является автором музыки в Donkey Kong.

### Программирование и изготовление

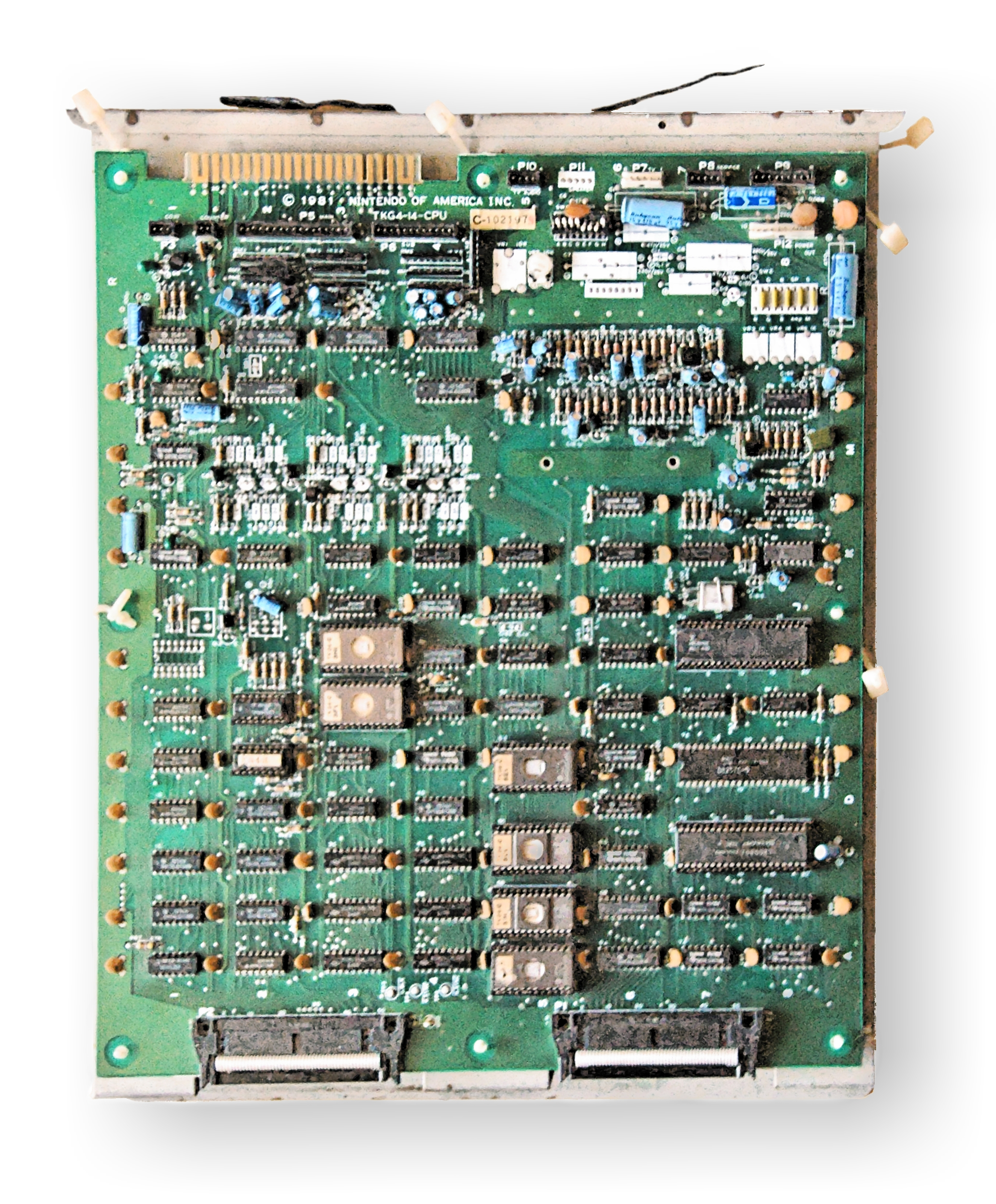
Печатная плата аркадного автомата Donkey Kong

Поскольку в то время у R&D1 ещё не было необходимых ресурсов, часть разработки была отдана на субподряд компании Ikegami Tsushinki, которая не участвовала в создании концепции или дизайна игры, а лишь оказывала «техническую программистскую помощь по доработке программного обеспечения, созданного Nintendo». В апреле 1981 года Nintendo заключила контракт с Ikegami и дала инструкции по созданию программы и установке её на микросхемы постоянного запоминающего устройства (ПЗУ) на печатных платах. Согласно договору, Ikegami должна была запрограммировать игру, изготовить 8000 плат и продать их Nintendo по 70 000 иен за штуку. За это сотрудничество Nintendo заплатила примерно 10 миллионов иен (эквивалентно 45 000 долларов). В итоге это привело к взаимным судебным искам в 1983 году, поскольку Ikegami заявила о своём праве собственности на исходный код Donkey Kong, которые Nintendo отрицала, указывая, что Ikegami была субподрядчиком и уже получила оплату. Японский журнал Game Machine назвал это «простой тактикой досаждения» со стороны Ikegami.
Печатная плата игры Radar Scope переделывалась для Donkey Kong. Аппаратное обеспечение Radar Scope, первоначально вдохновлённое аркадной системой Namco Galaxian, было рассчитано для большого количества врагов, движущихся на больших скоростях, чего не требовалось в Donkey Kong, поэтому американская команда разработчиков удалила ненужные функции и уменьшила масштаб платы. Программную часть, отвечающую за геймплей и графику, переделали и записали на новые микросхемы ПЗУ, тогда как существующий центральный процессор (ЦП), звуковое оборудование и дисплей остались без изменений. Набор символов, табло очков, верхний HUD и шрифт были почти идентичны Radar Scope, за исключением цветовой палитры. Аппаратное обеспечение Donkey Kong имеет ёмкость памяти для отображения 128 спрайтов переднего плана размером 16×16 пикселей каждый и 256 фоновых тайлов 8×8 пикселей каждый. Марио и все движущиеся объекты используют одиночные спрайты, более высокая Полина использует два спрайта, а крупный Донки Конг использует шесть спрайтов.

### Наименование и выход в США
Ямаути хотел нацелиться в первую очередь на североамериканский рынок, поэтому настоял, чтобы игре дали английское название, как и многим предыдущим играм Nintendo. Миямото решил назвать игру в честь обезьяны, которую он считал самым сильным и ярко выраженным персонажем. Существует несколько версий того, как Миямото придумал странное название «Donkey Kong» (дословно c англ. — «Осёл Конг»). Один миф гласит, что изначально название должно было звучать как «Monkey Kong» (с англ. — «Обезьяна Конг»), но оно исказилось из-за нечёткого факса или плохой телефонной связи. Ещё одна, более правдоподобная история, утверждает, что Миямото искал в англо-японском словаре что-то, что могло бы означать «упрямая горилла». Слово «Donkey» должно было означать «глупый» или «упрямый», а «Kong» было распространенным японским сленгом для обозначения гориллы. Существует и альтернативная версия, согласно которой он работал с менеджером Nintendo по экспорту, чтобы придумать название, и «Donkey» должно было означать «глупый и нелепый». В 2001 году на выставке E3 2001 Миямото заявил, что думал, это название будет передавать мысль о «глупой обезьяне».
Когда игра была отправлена в NoA на тестирование, менеджер по продажам невзлюбил её за слишком большое отличие от популярных в то время жанров — shoot ’em up и лабиринты, а Джуди и Линкольн выразили сомнения по поводу странного названия. Тем не менее, Ямаути твёрдо верил, что это будет хит, и позвонил Аракаве, чтобы сообщить об окончательном закреплении Nintendo в США. Американский персонал начал переводить сюжетную линию для художественного оформления автомата и давать имена персонажам. Они выбрали имя «Полина» для Леди, в честь Полли Джеймс, жены менеджера склада Nintendo Дона Джеймса. Аракава предложил сменить имя «Прыгун» (англ. Jumpman), первоначально выбранное за схожесть с популярными брендами Walkman и Pac-Man, на «Марио» в честь Марио Сегале, арендодателя первоначального офиса NoA, перед которым у компании были долги. Эти имена персонажей были напечатаны на американском игровом автомате и использовались в рекламных материалах. Donkey Kong была готова к выходу на американском рынке.
Дистрибьюторы NoA Рон Джуди и Ал Стоун привели Аракаву к юристу по имени Говард Линкольн, чтобы зарегистрировать товарный знак. После Стоун и Джуди убедили менеджеров двух баров — одного рядом с американской штаб-квартирой Nintendo и другого около Вашингтонского университета — в Сиэтле, штат Вашингтон, установить свои автоматы Donkey Kong. Поначалу менеджеры проявляли неохоту, но когда они увидели, что за неделю люди сыграли более 120 раз, принося 30 долларов выручки в день, они запросили больше устройств. В штаб-квартире в Редмонде небольшая команда, состоящая из Аракавы, его жены Йоко, Джеймса, Джуди, Филлипса и Стоуна, выпотрошила 2000 лишних автоматов Radar Scope и установила в них импортированные из Японии комплекты для переоборудования Donkey Kong, состоящие из материнских плат, блоков питания и вывесок для оформления автомата. Игра официально поступила в продажу в июле 1981 года.

## Портированные версии
Производители игровых консолей были заинтересованы в игре. Taito предложила значительную сумму за все права на Donkey Kong, но Nintendo отказалась после трёх дней внутренних обсуждений. Конкуренты Coleco и Atari обратились к Nintendo в Японии и США соответственно. В итоге Ямаути предоставил Coleco эксклюзивные права на выпуск консольных и настольных версий Donkey Kong, так как считал, что «это самая голодная компания». Кроме того, Аракава полагал, что, будучи более укоренившейся на американском рынке, Coleco сможет лучше организовать продвижение. Взамен Nintendo получила разовую неразглашённую сумму плюс 1,40 доллара за каждый проданный игровой картридж и 1 доллар за настольную игру. 24 декабря 1981 года Говард Линкольн составил контракт. Он включил в него формулировку, по которой Coleco несла ответственность за всё, что находится на игровом картридже, — необычный пункт для лицензионного соглашения. На следующий день Аракава подписал документ, а 1 февраля 1982 года Ямаути убедил представителя Coleco в Японии подписать его без рассмотрения юристами компании.

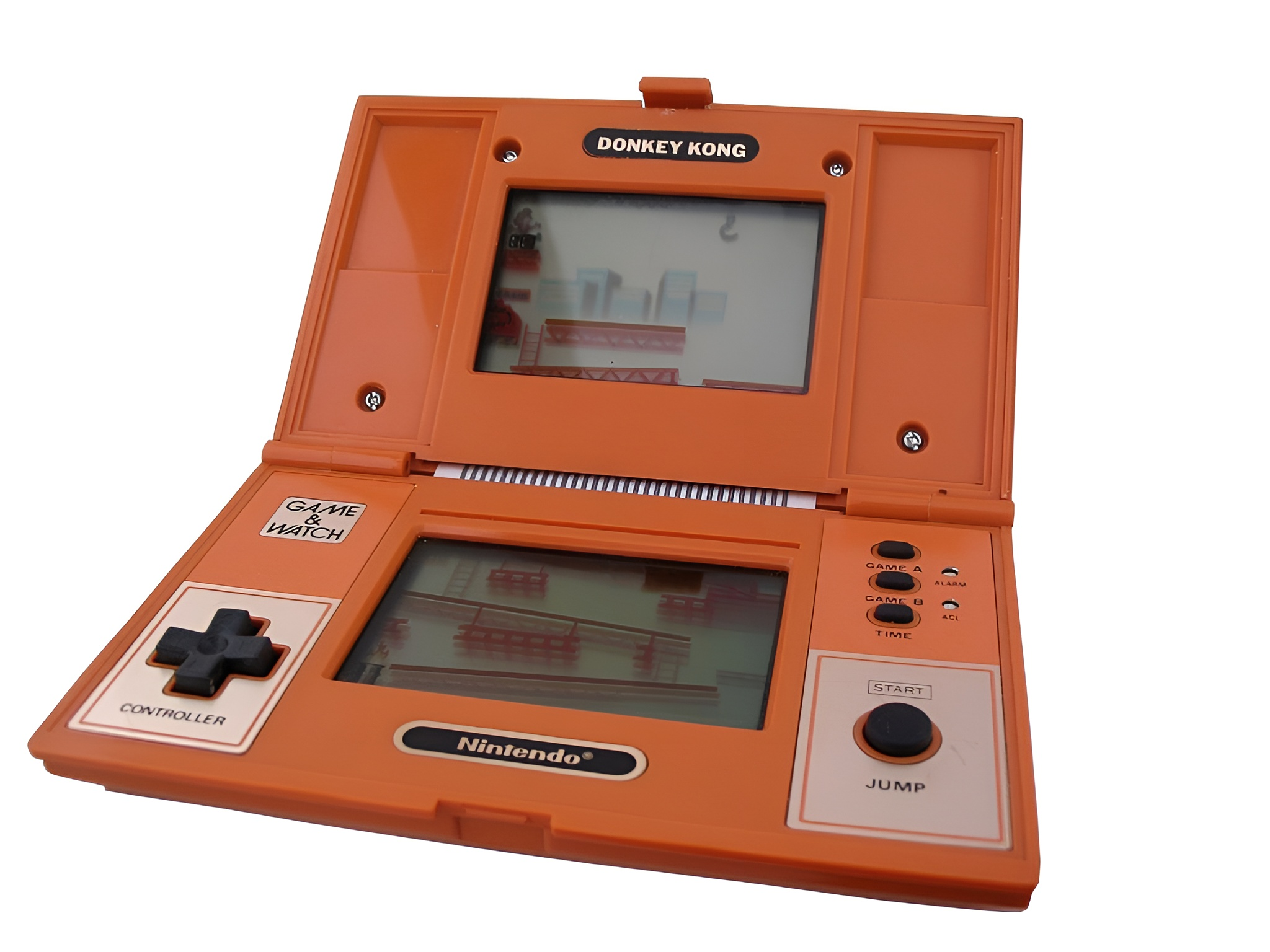
Версия Donkey Kong для Game & Watch

Coleco не предлагала картридж с игрой отдельно. Вместо этого он поставлялся в комплекте с консолью ColecoVision, поступившей в продажу в августе 1982 года. Coleco также выпустила версии для Atari 2600 и Intellivision. Версия для Atari 2600 была запрограммирована Гарри Китченом. Китчен получил контракт на портирование через своего брата Стива, который имел связи с одним из руководителей Coleco. Ему дали всего 3-4 месяца на разработку порта, и он работал без сна последние 72 часа перед отправкой. Китчен получил минимальную помощь от Coleco, которая только предоставила ему аркадный автомат для временного использования, и никакой помощи от Nintendo. Эти факторы в сочетании с ограниченной памятью картриджей Atari 2600 вынудили его опустить два из четырёх оригинальных уровней игры. После этого продажи Coleco выросли вдвое до 500 миллионов долларов, а доходы увеличились в четыре раза до 40 миллионов долларов. Coleco также выпустила отдельные настольные мини-аркадные версии Donkey Kong вместе с Pac-Man, Galaxian и Frogger в 1982 году. В 1983 году Coleco также предлагала копию Donkey Kong в комплекте со своим клоном Atari 2600, Coleco Gemini.
Atari получила лицензию на версии Donkey Kong для домашних компьютеров и выпустила её для своих 8-разрядных компьютеров. Когда Coleco представила компьютер Adam с портом Donkey Kong на выставке потребительской электроники CES 1983 в Чикаго, штат Иллинойс, Atari выразила протест, указывая, что это нарушает лицензионное соглашение. Ямаути потребовал, чтобы Арнольд Гринберг, президент Coleco, отозвал порт для Adam. Гринберг пошёл навстречу, и игра не была опубликована.

### Family Computer/Nintendo Entertainment System
Игра была портирована командой Nintendo Research & Development 2 на консоль Family Computer (Famicom) и выпущена в Японии 15 июля 1983 года в качестве одной из трёх стартовых игр для этой системы. Масаюки Уэмура, ведущий разработчик Famicom, спроектировал консоль специально для точного воссоздания Donkey Kong. Это одна из первых игр для Nintendo Entertainment System (NES) в серии Arcade Classics, выпущенная 1 июня 1986 года в Северной Америке и 15 октября в Европе. В игре отсутствуют уровень на цементном заводе и большинство кат-сцен, поскольку ранние картриджи не имели достаточного объёма памяти ПЗУ. Также для заставки была добавлена новая песня, сочинённая Юкио Канэокой. Donkey Kong и её сиквел Donkey Kong Jr. включены в сборник 1988 года для NES под названием Donkey Kong Classics. Сборник также содержит те же самые упущения.

### Game Boy
Полный ремейк оригинальной аркадной игры для Game Boy под названием Donkey Kong (во время разработки называвшийся Donkey Kong '94) содержит уровни как из оригинальной Donkey Kong, так и из Donkey Kong Jr. Он начинается с того же геймплея и четырёх локаций, что и в аркадной версии, а затем продолжается 97 дополнительными головоломными уровнями. Это первая игра с встроенной поддержкой улучшений при запуске на системе Super Game Boy.

### Пасхальное яйцо в версии для компьютеров Atari
Порт игры Donkey Kong для 8-разрядных компьютеров Atari содержит одно из самых долго неразгаданных пасхальных яиц в видеоиграх. Инициалы программиста Лэндона Дайера появляются, если игрок умирает при определённых условиях и возвращается на начальную заставку. Это оставалось неразгаданным 26 лет, пока сам Дайер не рассказал об этом в своём блоге, заявив, что «там есть пасхалка, но она совсем не стоит того, и я всё равно не помню, как её активировать». Шаги, необходимые для её появления, позже были найдены Доном Ходжесом, который использовал эмулятор и отладчик для пошагового прослеживания выполнения кода игры.

## Отзывы и критика
| Сводный рейтинг    | Сводный рейтинг | Сводный рейтинг | Сводный рейтинг | Сводный рейтинг | Сводный рейтинг |
| Издание            | Оценка          | Оценка          | Оценка          | Оценка          | Оценка          |
| Издание            | Аркады          | Atari 2600      | ColecoVision    | GBA             | NES             |
| ------------------ | --------------- | --------------- | --------------- | --------------- | --------------- |
| GameRankings       | N/A             | N/A             | N/A             | 63,69 %         | N/A             |
| Иноязычные издания |                 |                 |                 |                 |                 |
| Издание            | Оценка          | Оценка          | Оценка          | Оценка          | Оценка          |
| Издание            | Аркады          | Atari 2600      | ColecoVision    | GBA             | NES             |
| AllGame            | [ 60 ]          | N/A             | [ 61 ]          | N/A             | N/A             |
| CVG                | N/A             | 32 %            | 16/16           | N/A             | 45 %            |

После выхода игры на аркадных автоматах журнал Computer and Video Games положительно сравнил её с фильмами King Kong и предсказал, что она, скорее всего, станет успешной. В своей книге 1982 года Video Invaders Стив Блум описал Donkey Kong как «ещё одну странную мультяшную игру от Японии» и назвал одним из «самых захватывающих вариантов» темы лабиринта Pac-Man наряду с Frogger от Sega, поскольку игроки должны «подниматься с нижней части экрана наверх», что делает их «больше похожими на полосы препятствий, чем на лабиринты», так как «вы всегда знаете, куда идёте — наверх». В январе 1983 года премия Arcade Awards журнала Electronic Games присудила Donkey Kong награду за лучшую однопользовательскую игру и почётную грамоту как призёру в номинации Coin-Op Game of the Year.
В сентябре 1982 года информационный журнал Arcade Express дал версии для ColecoVision оценку 9 из 10. В 1983 году представитель издания Creative Computing Оуэн Линзмайер заявил, что «Coleco сделала потрясающую работу» над Donkey Kong — лучшей из первых пяти игр для консоли и «самой точной адаптацией оригинальной видеоигры из всех, что я видел». Обозреватель этого журнала Дэнни Гудман сказал, что из трёх консольных версий Coleco лучшая версия Donkey Kong была для ColecoVision, затем следуют Atari и Intellivision. В сентябрьском номере за 1984 год журнал Computer and Video Games оценил порт для ColecoVision по максимуму в 4 балла из 4 по всем четырём категориям: Экшен, Графика, Увлекательность и Сюжет. Эд Дрисколл рассмотрел версию Donkey Kong для Atari VCS в 59-м номере журнала The Space Gamer. Эдвардс высказал мнение, что игра близка к совершенству и что любой может подхватить «лихорадку» Donkey Kong.

## Продажи
Donkey Kong пользовалась популярностью во всём мире, вызвав положительную реакцию потребителей и став значительным коммерческим успехом для Nintendo, выведя компанию из финансовых затруднений. После того, как первые 2000 игровых автоматов разошлись, поступили новые заказы. Аракава начал производить электронные компоненты в Редмонде, так как ожидание поставок из Японии занимало слишком много времени. Успех игры привёл к расширению Аракавой компании Nintendo of America. К октябрю Donkey Kong продавалась тиражом 4000 штук в месяц, а к июню 1982 года Nintendo продала более 60 000 автоматов Donkey Kong в США, заработав 180 миллионов долларов. Джуди и Стоун, работавшие на чистой комиссии, стали миллионерами. Аракава использовал прибыль Nintendo для покупки 11 гектаров земли в Редмонде в июле 1982 года. Nintendo заработала ещё 100 миллионов долларов во второй год выхода игры в Америке, что в сумме составило 280 миллионов долларов от продажи американских автоматов к 1982 году (эквивалентно 900 миллионам долларов в 2022 году).
В Японии в ежегодных чартах журнала Game Machine игра Donkey Kong была названа самой прибыльной аркадной игрой 1981 года, а затем шестой по прибыльности аркадной игрой 1982 года. Позже, в октябрьском номере за 1983 год, Game Machine поместил эту игру в список на двадцатое место по успешности среди горизонтальных аркадных автоматов за месяц. В США Donkey Kong возглавила аркадные чарты Play Meter в октябре 1981 года, установив рекорд по недельной выручке. Позже журнал RePlay назвал её самой прибыльной аркадной игрой 1982 года. Она также вошла в тринадцать самых прибыльных аркадных игр 1983 года в США. По данным журнала Electronic Games в июне 1983 года, домашние версии способствовали продолжению популярности аркадной по сравнению с 4-6 месяцами, которые в среднем длилась популярность игры. Donkey Kong оставалась самым продаваемым продуктом Nintendo до середины 1983 года при стабильных продажах в Японии. Всего было продано 65 000 аркадных автоматов в Японии и 67 000 в США, что составило 132 000 проданных автоматов в двух этих странах.

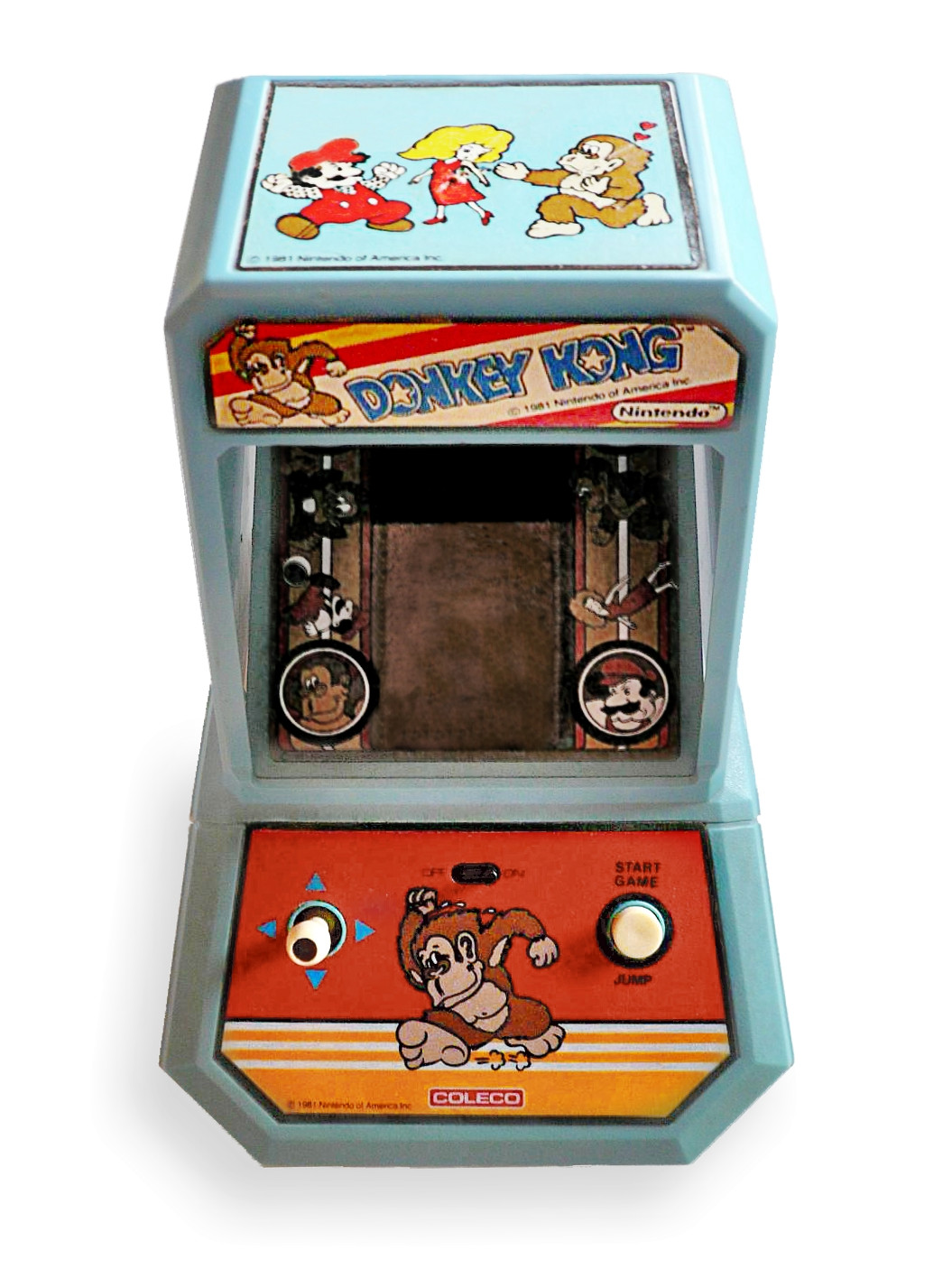
Мини-аркадная версия Donkey Kong от Coleco

Портативная версия Donkey Kong для Game & Watch компании Nintendo, выпущенная в 1982 году, разошлась тиражом в 8 миллионов экземпляров. Coleco продала 6 миллионов картриджей Donkey Kong для домашних консолей, заработав более 153 миллионов долларов (эквивалентно 464 миллионам долларов в 2022 году) и принеся Nintendo более 5 миллионов долларов роялти. Версия в комплекте с ColecoVision разошлась тиражом 2 миллиона экземпляров, а версия для Atari 2600 — 4 миллиона копий в 1982 году, принеся 100 млн долларов и став одной из самых продаваемых игр на Atari 2600. Она также являлась одним из первых картриджей доступных для аренды в некоторых магазинах в 1982 году. Повторный релиз Atari для Atari 2600 в 1987 году разошёлся дополнительным тиражом 180 523 копий, принеся 1 258 282 долларов к 1990 году. Мини-аркады Donkey Kong от Coleco вместе с Pac-Man, Galaxian и Frogger имели совокупные продажи три миллиона штук. В Японии было продано 840 000 экземпляров версии для Famicom; версия серии Famicom Mini для Game Boy Advance позже добавила ещё 160 000 проданных экземпляров, что в сумме составило 1 миллион проданных копий в Японии. Версия для 8-разрядных компьютеров Atari разошлась тиражом 25 502 копии в 1986 и 1990 годах. Таким образом, общее количество проданных экземпляров портов для Game & Watch, ColecoVision, Atari и Famicom составило 15 206 025 штук по всему миру. По состоянию на 2015 год, оценочная совокупная выручка от всех версий оригинальной игры Donkey Kong достигла 4,4 миллиарда долларов.

## Судебные разбирательства

### Universal City Studios против Nintendo
В апреле 1982 года опытный юрист Сид Шейнберг, президент MCA и Universal City Studios, узнал об успехе игры и заподозрил, что это может быть нарушением товарного знака на франшизу King Kong. После того, как адвокат компании Роберт Холд подтвердил подозрения, 27 апреля Шейнберг встретился с Арнольдом Гринбергом, генеральным директором Coleco, и пригрозил подать в суд из-за их домашней версии Donkey Kong. 3 мая Coleco согласилась платить Universal роялти в размере 3 % от чистой цены продаж Donkey Kong, что составило около 4,6 миллионов долларов. Тем временем, Шейнберг отозвал у Tiger Electronics лицензию на их игру King Kong, однако Рэнди Риссман, президент компании, отказался признавать претензии Universal на товарный знак. Когда Universal пригрозила Nintendo, компания не пошла навстречу требованиям. 6 мая Линкольн и Аракава от имени Nintendo of America потребовали от Universal доказательств их прав на Кинг-Конга, но обещанные документы так и не пришли. В преддверии судебного сражения Universal разрешила Tiger продолжать выпуск своей игры, если она будет отличаться от Donkey Kong.

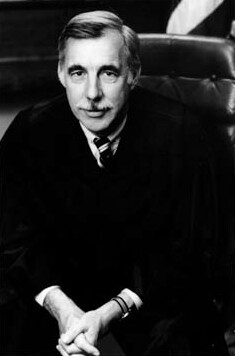
Судья

Universal подала в суд на Nintendo 29 июня и объявила о своём лицензионном соглашении с Coleco. Компания разослала письма с требованием прекратить нарушение прав всем лицензиатам Nintendo, и все согласились платить роялти, кроме Milton Bradley и Ralston Purina. Дело Universal City Studios, Inc. v. Nintendo, Co., Ltd. рассматривалось в Федеральном окружном суде Южного округа Нью-Йорка судьёй Робертом Свитом. В течение семи дней юристы Universal из нью-йоркской фирмы Townley & Updike утверждали, что названия King Kong и Donkey Kong легко спутать, а сюжет игры является нарушением сюжета фильмов. Universal также пыталась доказать, что студия получила лицензии от RKO Pictures, кинокомпании, снявшей оригинальный фильм, а также от наследников режиссёра фильма Мериана Купера. Юрист Nintendo Джон Кёрби возразил, что сама Universal в предыдущем деле 1975 года Universal City Studios, Inc. v. RKO General, Inc. утверждала, что сюжет и персонажи King Kong находятся в общественном достоянии. Судья Свит вынес решение в пользу Nintendo, присудив компании возмещение убытков и судебных издержек, а также прибыль Universal от игры King Kong компании Tiger (56 689,41 долларов), так как она оказалась слишком похожей на Donkey Kong.
Позже Universal подала апелляцию, пытаясь доказать путаницу потребителей, представив результаты телефонного опроса и примеры из печатных СМИ, где люди якобы предполагали связь между двумя Конгами. Однако 4 октября 1984 года суд подтвердил предыдущий вердикт.
Nintendo и её лицензиаты подали встречные иски против Universal. 20 мая 1985 года судья Свит присудил Nintendo 1,8 миллиона долларов на покрытие судебных издержек, упущенной выгоды и прочих расходов, но отклонил требование Nintendo о возмещении убытков от тех лицензиатов, которые платили роялти как Nintendo, так и Universal. Обе стороны подали апелляцию на это решение, но 15 июля 1986 года вердикт был оставлен в силе.
Nintendo поблагодарила Джона Кёрби подарком в виде парусной яхты стоимостью 30 000 долларов с названием Donkey Kong и «эксклюзивными правами на использование этого названия для яхт во всём мире». Главный персонаж Кирби серии игр Kirby был назван в честь Джона Кёрби. Эта судебная битва также научила Nintendo, что они могут конкурировать с крупными развлекательными компаниями.

### Ikegami Tsushinki против Nintendo
Из-за высокого спроса на игровые автоматы Donkey Kong, Nintendo сама производила дополнительные устройства после того, как первоначальный запас в 8000 штук, закупленный у Ikegami Tsushinki, был исчерпан. В декабре 1982 года окружной суд постановил по делу об игре Space Invaders Part II, что программный код является материалом, защищённым авторским правом. В договоре между Nintendo и программистами из Ikegami не было указано, какая из компаний владеет правами на исходный код Donkey Kong. Обе компании претендовали на права. В договоре говорилось, что Nintendo не может копировать Donkey Kong, поэтому Ikegami потребовала 10 % от дохода — по некоторым данным к тому времени было продано до 100 000 аркадных автоматов, большая часть из которых произведена Nintendo.
В то время как Ikegami прекратила сотрудничество с Nintendo и стала разрабатывать игры для её конкурента — Sega (включая Zaxxon и Congo Bongo), Nintendo нашла нового партнёра в лице Iwasaki Electronics. Тем временем Сигэру Миямото разрабатывал сиквел Donkey Kong Jr. Чтобы его запрограммировать, в марте 1982 года Iwasaki воссоздала оригинальную игру. Donkey Kong Jr. была основана на модифицированном исходном коде Donkey Kong. Поскольку Ikegami считала, что Nintendo нарушает авторские права как в случае с Donkey Kong, так и с её сиквелом, 10 июля 1983 года компания подала иск против Nintendo в Токийский окружной суд. Причиной нарушения договора было несанкционированное копирование плат игры Donkey Kong. Компания потребовала 580 миллионов иен за Donkey Kong и неизвестную сумму за Donkey Kong Jr. в качестве компенсации.
Перед подачей иска 27 июня 1983 года Nintendo уже подала в суд, утверждая, что дизайн игры был разработан сотрудниками Nintendo, и после исполнения условий контракта у Ikegami нет оснований для претензий.
Исходный код не был передан Nintendo, поэтому при разработке Donkey Kong Jr. им пришлось самим провести обратное проектирование и анализ кода. В переданных Nintendo данных с ПЗУ было скрыто название и телефонный номер Ikegami:

ПОЗДРАВЛЯЕМ! ЕСЛИ ВАМ СЛОЖНО АНАЛИЗИРОВАТЬ ЭТУ ПРОГРАММУ, МЫ МОЖЕМ НАУЧИТЬ ВАС.*****ТЕЛ.ТОКИО-ЯПОНИЯ 044(244)2151 ДОБАВОЧНЫЙ 304 РАЗРАБОТКА СИСТЕМ IKEGAMI CO. LIM.
Оригинальный текст (англ.)CONGRATULATION !IF YOU ANALYSE DIFFICULT THIS PROGRAM, WE WOULD TEACH YOU.*****TEL.TOKYO-JAPAN 044(244)2151 EXTENTION 304 SYSTEM DESIGN IKEGAMI CO. LIM.

В 1989 году Токийский высокий суд вынес решение, окончательно признающее оригинальность программного кода. Судебный процесс между компаниями завершился лишь 26 марта 1990 года, когда Ikegami уже перестала быть разработчиком игр. Было установлено, что Nintendo не владела правами на исходный код игры. Ikegami и Nintendo заключили мировое соглашение, условия которого не разглашались.

## Наследие
В 1996 году американский журнал Next Generation поместил аркадную версию, версию для Atari 7800 и отменённую версию для Coleco Adam на 50 место в свой список Top 100 Games of All Time, отметив, что даже без учёта её огромного исторического значения, Donkey Kong остаётся отличной игрой благодаря своим сложным задачам и графике, которой удалось элегантно передать целый сценарий на одном экране. В ноябре 2005 года журнал Nintendo Power поставил её на 148 место в списке лучших игр на платформах Nintendo. В 2017 году Национальный музей игр The Strong включил Donkey Kong во Всемирный зал славы видеоигр. Сегодня Donkey Kong является пятой по популярности аркадной игрой среди коллекционеров.

### Влияние
Donkey Kong породила множество других игр, сочетающих бег, прыжки и вертикальное перемещение — новый жанр, не похожий на предыдущие игры. Первоначально этот жанр называли «Donkey Kong-type» или «Kong-style», пока в итоге он не стал известен как платформеры. Игра также стала важной вехой в плане повествования и кат-сцен в видеоиграх. В то время как ранние игры были либо с сюжетом, либо с кат-сценами, Donkey Kong объединила обе концепции, чтобы представить свою собственную новинку: использование кат-сцен для визуального продвижения полноценного сюжета. Она также примечательна тем, что имела множество разных уровней, развивающих сюжетную линию.
Donkey Kong также стала одной из первых японских игр, попавших в западные регионы и представивших сюрреалистичную концепцию с использованием симпатичной графики — типичное японское фэнтези, непривычное для западной аудитории. По этой причине Donkey Kong и подобные ей игры в западной игровой прессе некоторое время называли «играми-новинками». Donkey Kong и другие такие новинки помогли адаптировать западных игроков к японским подходам к дизайну, повествованию и абстракции в играх, которые станут ключевыми элементами в следующем десятилетии с выходом приставок Famicom и NES.

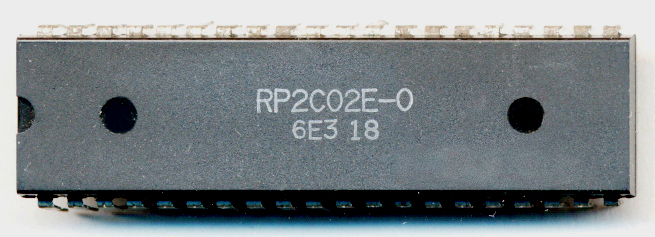
Picture Processing Unit (PPU) был создан компанией Ricoh для NES на основе аркадного оборудования Donkey Kong.

Журнал Computer and Video Games назвал выход Donkey Kong в 1981 году «самым знаменательным», поскольку он «представил три важных имени» в мировой индустрии видеоигр: Nintendo, Сигэру Миямото и Марио. Эти три фигуры в дальнейшем сыграли значительную роль в истории видеоигр. Donkey Kong проложила путь для NES, известной как Famicom в Японии. После успеха игры компания Nintendo начала разработку Famicom, аппаратная часть которой в значительной степени основывалась на аркадном оборудовании Donkey Kong с целью воссоздания мощных спрайтовых возможностей аркады в домашней системе. Nintendo хотела, чтобы Famicom соответствовала аппаратному обеспечению Donkey Kong, поэтому они отнесли аркадный автомат производителю полупроводниковых микросхем Ricoh для анализа, что привело к созданию микросхемы Picture Processing Unit (PPU) для NES.

### Эмуляция
Версия для NES была переиздана в качестве разблокируемой игры в Animal Crossing для GameCube. Она также была выпущена на Virtual Console для Wii, Wii U и Nintendo 3DS. Версия для Wii U была последней игрой, выпущенной в честь 30-летнего юбилея японской версии NES — Famicom. Оригинальная аркадная версия появляется в игре Donkey Kong 64 для Nintendo 64, и её нужно пройти, чтобы завершить игру. Nintendo также выпустила NES-версию на устройстве e-Reader и в серии NES Classics для Game Boy Advance в 2002 и 2004 годах соответственно. В 2004 году компания Namco выпустила аркадный автомат, в который вошли игры Donkey Kong, Donkey Kong Jr. и Mario Bros.
Donkey Kong: Original Edition — это порт, который основан на версии для NES и который содержит уровень на цементном заводе, а также включает некоторые анимационные вставки, отсутствующие в оригинальной версии для NES. Он был выпущен только на Virtual Console и изначально поставлялся предустановленным на 25-й годовщине выпуска красных систем Wii региона PAL, в Европе впервые появился 29 октября 2010 года. В Японии для загрузки игры на Virtual Console приставки Nintendo 3DS пользователям отправлялся код, если они купили New Super Mario Bros. 2 или Dr Kawashima's Devilish Brain Training: Can you stay focused? в Nintendo eShop с 28 июля по 2 сентября 2012 года. В Северной Америке код для загрузки игры отправлялся пользователям, купившим одну из пяти выбранных игр для 3DS в Nintendo eShop и зарегистрировавшим её в Club Nintendo в период с 1 октября 2012 года по 6 января 2013 года. В Европе и Австралии игра стала доступна для покупки на платформе 3DS в Nintendo eShop в сентябре 2014 года. Оригинальная аркадная версия была переиздана в рамках серии Arcade Archives на приставке Nintendo Switch 14 июня 2018 года, а 19 сентября версия для NES была переиздана в качестве одной из первых игр для подписки Nintendo Switch Online.

### Сиквелы и спин-оффы
Donkey Kong породила сиквел Donkey Kong Jr. (1982), в котором игрок управляет сыном Донки Конга по имени Донки Конг-младший, пытаясь спасти от Марио своего отца, заточённого в клетку. Игра представила новые уровни и возможность управлять гориллой.
Спин-офф 1983 года Mario Bros. представил брата Марио — Луиджи — в одноэкранной кооперативной игре. Действие происходит в канализации, а целью является выбивание врагов с платформ. Эта игра положила начало франшизе Super Mario.
Также в 1983 году вышла игра Donkey Kong 3 в виде фиксированного шутера, где дезинсектор по имени Стэнли с помощью спрея избавляет оранжерею от Донки Конга и насекомых.

### Последующие игры
В 1990-х года Nintendo возродила франшизу Donkey Kong, выпустив для консолей серию платформеров и спин-оффов, разработанных компанией Rare, начиная с игры Donkey Kong Country 1994 года.
В 2004 году Nintendo выпустила Mario vs. Donkey Kong для Game Boy Advance, продолжение Donkey Kong для Game Boy 1994 года, в котором Донки Конг похищает игрушечных мини-Марио, а главный герой Марио должен нагнать обезьяну, чтобы спасти фигурки. Игра сочетает в себе элементы платформера, головоломки и стратегии.
В последующей игре Mario vs. Donkey Kong 2: March of the Minis Донки Конг вновь влюбляется в Полину и похищает её, а Марио использует игрушки мини-Марио, чтобы помочь её спасти. Игра Donkey Kong Racing для GameCube была задумана как продолжение Diddy Kong Racing и разрабатывалась Rare, но была отменена из-за покупки компании-разработчика корпорацией Microsoft. В 2004 году Nintendo выпустила музыкальную игру под названием Donkey Konga, использующих специальный контроллер Bongo DK. Позже в 2005 году появился уникальный платформер Donkey Kong Jungle Beat, управление в котором осуществляется тем же контроллером.
В 2007 году для Wii вышла Donkey Kong Barrel Blast. Изначально она разрабатывалась для GameCube и должна была использовать контроллер бонго, но была отложена и в итоге выпущена эксклюзивно на Wii без поддержки этого аксессуара. Серия Donkey Kong Country была возрождена компанией Retro Studios в 2010 году с выходом Donkey Kong Country Returns, а её сиквел Donkey Kong Country: Tropical Freeze вышел в 2014 году.
Donkey Kong появляется в игре NES Remix для Wii U, которая включает в себя множество игр на NES и иногда их «ремиксы», представляющие собой существенно модифицированные версии в виде заданий. В одном таком задании Линк из The Legend of Zelda должен пройти первый уровень, чтобы спасти Полину. Сложность увеличена по сравнению с оригинальной Donkey Kong, поскольку Линк не может прыгать, как в Zelda.
Super Smash Bros. Brawl и Super Smash Bros. for Wii U содержат демо-версию NES-версии Donkey Kong, а также уровень под названием «75 м» — копию одноимённого уровня из Donkey Kong.

### Клоны
Donkey Kong была одной из наиболее широко клонированных видеоигр в начале 1980-х годов наряду с Space Invaders (1978) и Pac-Man (1980). К 1983 году клоны Donkey Kong появились на различных платформах. В списке the Giant List of Classic Game Programmers перечислено 17 разных клонов игры, выпущенных для домашних систем.
Crazy Kong была официально лицензирована Nintendo и производилась компанией Falcon для некоторых рынков за пределами США. Тем не менее, автоматы Crazy Kong попадали в американские игровые залы, часто в корпусах с надписью Congorilla. Nintendo быстро предприняла юридические действия против тех, кто распространял эту игру в США. Нелегальные копии Donkey Kong также появились в Северной Америке и Франции под названиями Crazy Kong, Konkey Kong или Donkey King. Аркадная игра 1982 года Logger от Century Electronics представляет собой прямой клон Donkey Kong, в котором обезьяну заменяет большая птица, а бочки — катящиеся брёвна.
В 1981 году президент Tiger Electronics Рэнди Риссман получил от Universal City Studios лицензию на использование названия King Kong. Под этим названием Tiger создала игру King Kong для Atari 2600 и портативной приставки с ЖК-дисплеем, которую продавала Tandy. Сценарий и геймплей напрямую основывался на творении Nintendo.
Многие клоны для домашних компьютеров 1983 года напрямую заимствовали тему с гориллой: Killer Gorilla (BBC Micro), Killer Kong (ZX Spectrum), Crazy Kong 64 (Commodore 64), Kongo Kong (Commodore 64), Donkey King (TRS-80 Color Computer) и Kong (TI-99/4A). Одним из первых релизов Electronic Arts стала игра Hard Hat Mack (Apple II), состоящая из трёх уровней без обезьяны, но с использованием декораций стройплощадки из Donkey Kong. Другие клоны изменяли стиль игры: в Cannonball Blitz (Apple II) 1982 года обезьяну и бочки заменили солдат и пушечные ядра, а в оформленной в стиле Американского Юго-Запада игре Canyon Climber (Atari 400/800/XL/XE) действие происходило в каньоне.
Игра Jumpman (Atari 400/800/XL/XE) от Epyx использует прототип имени Марио из Donkey Kong. В журнальной рекламе был слоган: «Если вам понравился Donkey Kong, то вам понравится и JUMPMAN!». В Jumpman, Miner 2049er и Mr. Robot and His Robot Factory основное внимание уделяется прохождению всех платформ в уровне или сбору разбросанных предметов вместо подъёма на самый верх.
К 1983 году появилось настолько много многоуровневых игр с лестницами и платформами, что журнал Electronic Games описал игру Popeye от самой Nintendo как «ещё один вариант темы, ставшей слишком знакомой после успеха Donkey Kong». В том же году Sega выпустила клон Donkey Kong под названием Congo Bongo. Хотя там использовалась изометрическая графика, структура и игровой процесс были похожими.
Nintendo пыталась предпринять юридические действия против несанкционированных клонов Donkey Kong, но по оценкам потеряла 100 миллионов долларов (эквивалентно 322 миллионам долларов в 2022 году) потенциальных продаж из-за этих копий. К 1990 году Nintendo успешно выиграла более тридцати судебных процессов, связанных с Donkey Kong. Например, в 1990 году в Японии Nintendo выиграла судебное дело против компании Falcon, которая в 1980-х годах продала 12 000 поддельных аркадных автоматов в США.

### В массовой культуре
К концу июня 1982 года успех Donkey Kong подтолкнул более 50 компаний в США и Японии получить лицензии на персонажей игры. Марио и его заклятого врага изображали на коробках с хлопьями, настольных играх, пижамах и в манге. В 1983 году анимационная студия Ruby-Spears создала мультипликационный сериал Donkey Kong (а также Donkey Kong Jr.) для телепередачи Saturday Supercade на канале CBS. В мультфильме детективный сюжет в стиле «Скуби-Ду» построен на том, что Марио и Полина преследуют сбежавшего из цирка Донки Конга. Сериал длился два сезона.
Игра также упоминалась и обсуждалась в нескольких фильмах и документальных лентах. Документальный фильм 2007 года «Король Конга» показывает попытки Стива Вибе и Билли Митчелла побить мировой рекорд по количеству набранных очков в Donkey Kong. Этот документальный фильм вдохновил Хэнка Чиена начать играть в игру ради развлечения, а 26 февраля 2010 года он стал новым чемпионом мира. Создание игры и судебный процесс с Universal обсуждались во втором эпизоде сериала High Score на Netflix, в котором также было интервью с Джоном Кёрби (этот эпизод был посвящён ему, так как он умер незадолго до выхода).
В фильме 2015 года «Пиксели», где пришельцы принимают форму аркадных персонажей 1980-х при нападении на Землю, в кульминации фильма лидер пришельцев принимает форму Донки Конга. В фильме 2023 года «Братья Супер Марио в кино» актёр Чарльз Мартине, озвучивающий Марио в видеоиграх, появляется в камео как Джузеппе, который напоминает Марио из игры Donkey Kong. Джузеппе изображён играющим в Donkey Kong на игровом автомате, однако в фильме игра называется «Jump Man» в честь первоначального имени Марио.
В 1982 году были выпущены песни «Do the Donkey Kong» дуэта Buckner & Garcia и «Donkey Kong» от R. Cade & The Video Victims. Такие артисты как DJ Jazzy Jeff & the Fresh Prince и Трейс Эдкинс ссылались на игру в своих композициях. В эпизодах мультсериалов «Симпсоны», «Футурама», «Говорящие куклы» и «Волшебные покровители» также упоминалась эта игра. Звуковые эффекты из версии для Atari 2600 используются в качестве стандартных звуков видеоигры звуков в фильмах и телесериалах. Фраза «It’s on like Donkey Kong» была придумана американским рэпером Айс Кьюбом в 1992 году и использовалась в различных произведениях массовой культуры. В ноябре 2010 года Nintendo подала заявку на товарный знак этой фразы в Ведомство по патентам и товарным знакам США.

### Комментарии
1. ↑  Ограниченный выпуск 9 июля 1981 года[1]. Широкий релиз в середине июля 1981 года[2].
2. ↑  Информация о дате выхода игры не была задокументирована. Предположительная дата — конец июля. Предположение основывается на судебном процессе между Universal City Studios и Nintendo, где указано, что Donkey Kong вышла в июле[3], а также на словах одного из сотрудников Дона Джеймса[англ.], который утверждает, что игра вышла в августе[4].
3. ↑  С помощью DIP-переключателя оператор автомата может изменять начальное количество жизней игрока, от 3 до 6, а также настраивать количество очков, необходимых для получения дополнительной жизни: 7000, 10 000, 15 000 или 20 000[11].
4. ↑  Как и во многих других играх того времени «экран смерти» вызван целочисленным переполнением. Игра вычисляет значение бонусного счётчика, взяв номер цикла, на котором находится игрок, умножив его на 10 и прибавив 40. Когда игрок доходит до 22 цикла, значение счётчика становится равным 260, что слишком много для 8-битного регистра на 256 значений, поэтому из-за переполнения переменной значение становится равным 4.
5. ↑  «It's on like Donkey Kong» (в переводе с англ. — «Началось как в Donkey Kong») является крылатым выражением, которое обозначает, что игры закончились, всё серьёзно, человек напряжён и готов. «Donkey Kong» используется в качестве усиления стандартной фразы «It's on», сравнивая борьбу или деятельность с прохождением напряжённой и интенсивной игры.